# Liste des gouverneurs actuels des régions de la Mauritanie
 (août 2023).
Cette page dresse la liste des gouverneurs (walis) actuels des 15 wilayas de la Mauritanie.

## Gouverneurs
| Wilaya             | Nom                                             | Depuis (le)   |
| ------------------ | ----------------------------------------------- | ------------- |
| Adrar              |                                                 | 2010/2016     |
| Assaba             | Mohamed El Hacen Ould Mohamed Saad              | 2015/2015     |
| Brakna             | Aboubecrine Ould Khourou                        | Avril 2011    |
| Dakhlet Nouadhibou | Chami Sid’Ahmed Ould Lehoueibib                 | Décembre 2016 |
| Gorgol             | Ahmedou Ould Abdallah                           | 2011/2013     |
| Guidimakha         | Diallo Oumar Amadou                             | 2008/2016     |
| Hodh Ech Chargui   | Cheikh Ould Abdallahi Ould Ewah                 | 2019          |
| Hodh El Gharbi     | Moulaye Brahim Ould Moulaye Brahim              | 2014          |
| Inchiri            | Diallo Amadou Samba                             | 2014          |
| Nouakchott-Nord    | Mohamed Lemine Ould Mohamed Teyib Ould Adi      | Décembre 2014 |
| Nouakchott-Ouest   | Mahi Ould Hamed                                 | Décembre 2014 |
| Nouakchott-Sud     | Rabbou Ould Bounenna                            | Décembre 2014 |
| Tagant             | Yahya Ould Cheikh Mohamed Vall                  | 2011/2012     |
| Tiris Zemmour      | Mohamed Abdarrahmane Ould Mahfoudh Ould Khattry | Juin 2013     |
| Trarza             | Seydou Hassen Sall                              | Avril 2016    |